# Kiik-Koba

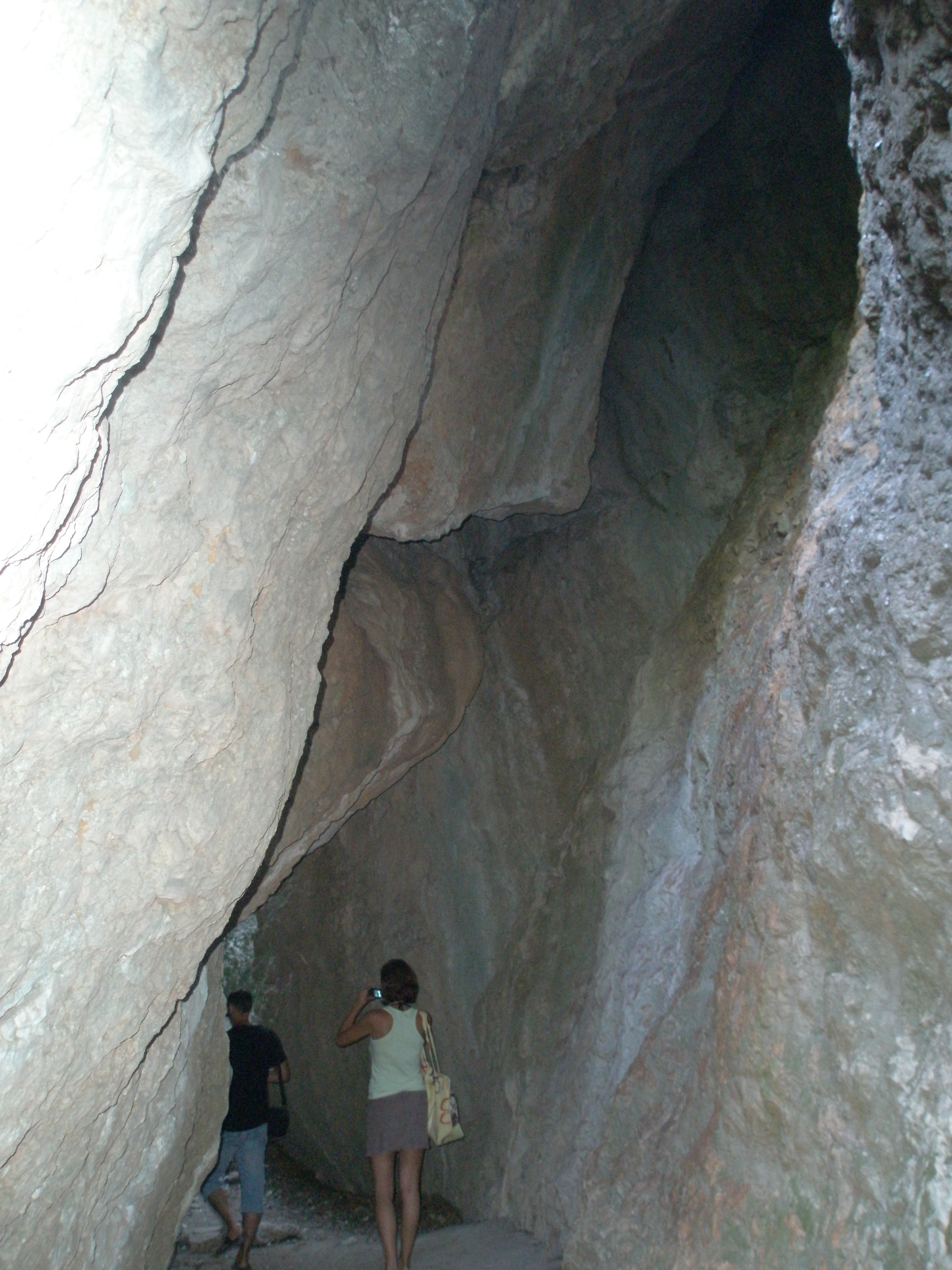
Am Höhlen-Eingang

Kiik-Koba (auch: ukrainisch Кїїк-Коба ‚Bergziegen-Höhle‘) ist eine archäologische und paläoanthropologische Fundstätte im Süden der Halbinsel Krim im Krimgebirge, 25 Kilometer östlich von Simferopol. Die Höhle wurde erstmals durch den russischen Archäologen Gleb Bontsch-Osmolowski (auch: Gleb Bonč-Osmolovskij, 1890–1943) erforscht, der in den Jahren 1924 bis 1926 neben zahlreichen Steinwerkzeugen auch zwei Skelette entdeckte, die als Überreste von Neandertalern interpretiert werden.

## Lage
Die Höhle befindet sich sieben Kilometer südlich der Stadt Suja (krimtatarisch Zuya, im Rajon Bilohirsk), rechts des Flusses Suja auf 512 Metern Höhe über dem Meeresspiegel und rund 90 Meter über dem Fluss (44° 57′ 0″ N, 34° 21′ 0″ O). Sie entstand durch Auswaschungen aus Kalkstein, der im Jura entstand und war zum Zeitpunkt ihrer erstmaligen Untersuchung weithin mit Sediment gefüllt, das seitdem abgetragen wurde. Die Höhle ist neun Meter tief, elf Meter breit, bis zu neun Meter hoch und öffnet sich nach Südosten hin.

## Funde

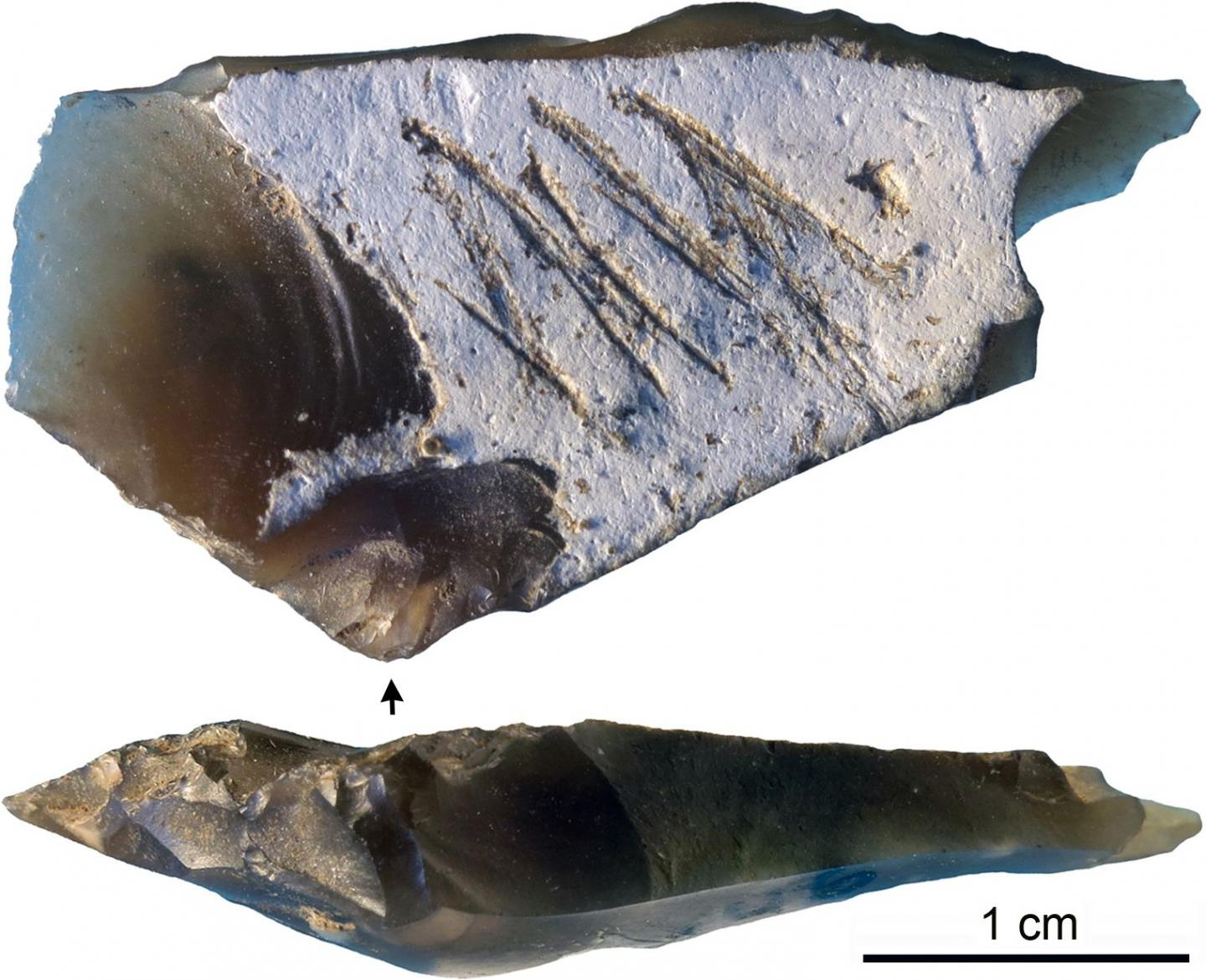
Ritzungen auf einem Feuerstein vom Fundort Kiik-Koba

Die 1924 entdeckten, nur teilweise erhaltenen Skelette waren die ersten Neandertaler-Funde in Osteuropa und stammen von einem Erwachsenen – vermutlich von einem ca. 40-jährigen Mann – und einem Kind, das nicht älter als ein Jahr wurde. Beide Leichen waren unmittelbar nebeneinander in einer Vertiefung abgelegt worden und wurden anhand von Begleitfossilien in den Übergang der Sauerstoff-Isotopenstufe 5 zur Stufe 4 datiert, das heißt in die Zeit vor rund 73.000 Jahren. Erhalten geblieben sind vom Erwachsenen (Archivnummer Kiik-Koba 1) ein Eckzahn, 17 Knochen beider Hände, Kniescheibe, Schienbein und Wadenbein des rechten Beins sowie 53 Knochen beider Füße; vom Kind (Kiik-Koba 2) blieben nur zahlreiche Knochen unterhalb des Kopfes erhalten, allerdings in schlechtem Zustand.
Eine weitere Besonderheit wurde im Jahr 2018 publiziert: Ein Feuerstein mit Ritzungen, dessen Fundschicht auf ein Alter von 35.000 bis 37.000 Jahren Cal BP datiert wurde; die Ritzungen wurden als möglicherweise absichtsvoll gestaltete, figürliche Gravur interpretiert. 2021 wurde jedoch die gleichfalls auf der Halbinsel Krim bestehende Fundstätte Kabazi II neu datiert und dabei das Alter ihrer Fundschicht von 30.000 auf 50.000 Jahre korrigiert; zugleich wurde angemerkt, dass es vermutlich bereits vor 40.000 Jahren keine Neandertaler mehr auf der Krim gegeben hat.

## Belege
1. ↑  Bernard Wood: Wiley-Blackwell Encyclopedia of Human Evolution. Wiley-Blackwell, Chichester 2011, S. 383, ISBN 978-1-4051-5510-6.
2. ↑  Bonch-Osmolovsky, Gleb. Auf: encyclopediaofukraine.com, zuletzt abgerufen am 18. März 2022.
3. ↑  Kiik-Koba. Auf: encyclopediaofukraine.com, zuletzt abgerufen am 18. März 2022.
4. ↑  Erik Trinkaus et al.: Brief communication: Paleopathology of the Kiik‐Koba 1 Neandertal. In: American Journal of Physical Anthropology. Band 37, Nr. 1, 2008, S. 106–112, doi:10.1002/ajpa.20833.
5. ↑  Erik Trinkaus et al.: The Appendicular Remains of the Kiik-Koba 2 Neandertal Infant. In: PaleoAnthropology. Jahrgang 2016, S. 185–210, doi:10.4207/PA.2016.ART103, Volltext (PDF).
6. ↑  Ana Majkić et al.: Assessing the significance of Palaeolithic engraved cortexes. A case study from the Mousterian site of Kiik-Koba, Crimea. In: PLoS ONE. Band 13, Nr. 5, 2018, e0195049, doi:10.1371/journal.pone.0195049.
Engraved Crimean stone artifact may demonstrate Neanderthal symbolism. Auf: eurekalert.org vom 2. Mai 2018.
7. ↑  Luke Spindlea, Daniel Comeskey, Victor Chabai et al.: Dating the last Middle Palaeolithic of the Crimean Peninsula: New hydroxyproline AMS dates from the site of Kabazi II. In: Journal of Human Evolution. Band 156, 2021, 102996, doi:10.1016/j.jhevol.2021.102996.